# Atriplex davisii
Atriplex davisii är en amarantväxtart som beskrevs av Paul Aellen. Atriplex davisii ingår i släktet fetmållor, och familjen amarantväxter. Inga underarter finns listade i Catalogue of Life.